# Corella (dier)
Corella is een geslacht uit de familie Corellidae en de orde Phlebobranchia uit de klasse der zakpijpen (Ascidiacea).

## Soorten
- Corella aequabilis Sluiter, 1904
- Corella antarctica Sluiter, 1905
- Corella borealis Traustedt, 1886
- Corella brewinae Monniot F., 2013
- Corella eumyota Traustedt, 1882 = Chileense zakpijp
- Corella halli Kott, 1951
- Corella inflata Huntsman, 1912
- Corella japonica Herdman, 1880
- Corella minuta Traustedt, 1882
- Corella parallelogramma (Müller, 1776)
- Corella willmeriana Herdman, 1898

Niet geaccepteerde soorten:
- Corella benedeni Beneden & Longchamps, 1913 → Corella eumyota Traustedt, 1882
- Corella dohrni  Beneden & Longchamps, 1913 → Corella eumyota Traustedt, 1882
- Corella novarae  Drasche, 1884 → Corella eumyota Traustedt, 1882
- Corella rugosa  Huntsman, 1912 → Corella willmeriana Herdman, 1898